# Pélardon
De Pélardon AOC is een Franse kaas. Het is een klein geitenkaasje afkomstig uit de Cevennen. Het is een kaasje dat al vanuit de oudheid bekend is als een geitenkaasje uit de Languedoc. Van de vele namen waaronder het kaasje bekend was (Pélardon, Paraldon, Pélardou, Péraudou) is alleen de naam Pélardon overgebleven.
De kaas wordt nog steeds voornamelijk ambachtelijk op de boerderij gemaakt. Slechts een beperkt deel (zo'n 25%) van de productie van de kaas komt van een vijftal grotere bedrijven (waarvan 3 coöperaties). Het gebied waar de kaas vandaan komt is een arm, bergachtig gebied. Het gebied is beperkt tot: de Cevennen, de Lozère, delen van de Hérault, van de Gard, van de Montagne Noire en de Hautes Corbières in het departement Aude. De geiten die er rondlopen zijn vaak relatief klein en geven 500 tot maximaal 1000 liter melk per jaar. De beperkte houdbaarheid maakte dat de kaas nooit een erg bekende kaas is geworden. De houdbaarheid impliceert ook dat de mogelijkheden van opslag en van vervoer van de kaas gelimiteerd zijn. Daarnaast was vroeger de geit de “koe van de armen”, een reden waarom de geitenkaas lang als een inferieur product beschouwd is.

## Keurlabel
Om de huidige kaas, de bereidingswijze op de boerderij, en regionale identiteit te bewaren is in 2000 een AOC-keur toegekend. De Association de la Défense du Pélardon verenigt de producenten van Pélardon, zij waarborgt de AOC-kwaliteit van de kaas.
Met het toekennen van de AOC-keur is ook de controle op de kaasproductie sterk toegenomen. Elke boer die Pélardon wil maken moet nu aan de eisen van de AOC-keur voldoen. Die eisen omvatten de manier van kaas bereiden, de melk die ervoor gebruikt mag worden, maar ook de wijze waarop de geiten gehouden moeten worden. Uitsluitend natuurlijk voedsel is toegestaan voor de geiten, gegist voedsel is absoluut verboden. En de geiten moeten grotendeels buiten rond kunnen lopen, minimaal de helft van het jaar moeten ze buiten zijn. Een controlecommissie bestaande uit met name de vertegenwoordigers van de Association de la Défense du Pélardon waakt over de kwaliteit.

## Productie
De Pélardon wordt nog steeds op de klassieke manier gemaakt. De melk mag niet verwarmd worden en niet behandeld worden. De langzaam gestremde melk wordt in de vormen gebracht, waar de kaas verder uit kan lekken. Wanneer dat proces versneld wordt door het onder druk zetten van de wrongel in de vormen, start ook het rijpingsproces. Het zouten van de kaas gebeurt door het aanbrengen van zout op de beide platte kanten. Het rijpen duurt maar 11 dagen, op de kaas ontstaat een natuurlijke korst, er worden geen schimmels of dergelijke toegevoegd.
Na 11 dagen is de jonge Pélardon klaar. Het is dan een klein kaasje, wit-gelig van buiten en wit, zacht van binnen. Het kaasje kan dan gelijk op de markt gebracht worden, op markten in de Languedoc is de Pélardon vrijwel altijd in deze vorm beschikbaar.
Er kan ook gekozen worden voor het verder door laten rijpen van de kaasjes, na zo’n drie weken is het rijpingsproces voltooid. De kaasjes worden dan harder en droger, de korst kleurt donkerder, de kaasmassa blijft wit maar kan ook iets meer richting beige gaan. De smaak van de kaasjes wordt beduidend pikanter.